# Breux (Meuse)
Pour les articles homonymes, voir Breux.
Breux est une commune française située dans le département de la Meuse, en région Grand Est. Breux fait partie de la Lorraine gaumaise. Elle est la commune la plus au nord du département. La population est de 260 habitants en 2018.

## Géographie

### Localisation
La commune est délimitée au nord-est par la frontière franco-belge qui la sépare de la province de Luxembourg. Les villages belges les plus proches sont Limes au nord et Sommethonne à l’est.

### Communes limitrophes
| Herbeuval      | Margny | Meix-devant-Virton ( Belgique) |
| Thonne-le-Thil | Breux  |                                |
| Thonnelle      | Avioth | Thonne-la-Long                 |

### Hydrographie
La commune est dans le bassin versant de la Meuse au sein du bassin Rhin-Meuse. Elle est drainée par le ruisseau de Breux, le ruisseau des Courvees, le ruisseau du Vieux Pre, le Grand Fosse d'Aune et le ruisseau de Chelvaux,.

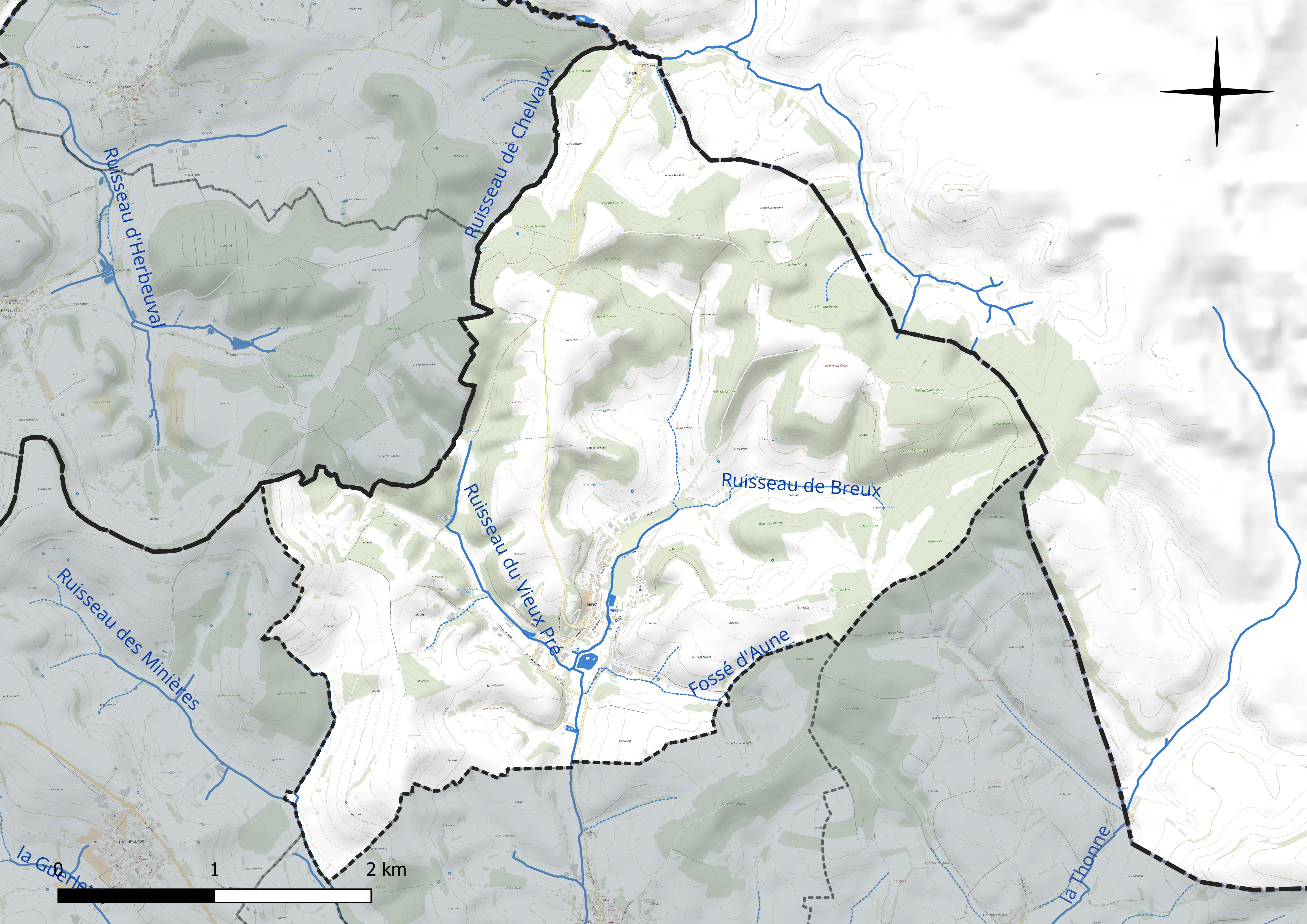
Réseau hydrographique de Breux.

### Climat
Pour des articles plus généraux, voir Climat du Grand Est et Climat de la Meuse.
En 2010, le climat de la commune est de type climat de montagne, selon une étude du Centre national de la recherche scientifique s'appuyant sur une série de données couvrant la période 1971-2000. En 2020, Météo-France publie une typologie des climats de la France métropolitaine dans laquelle la commune est dans une zone de transition entre le climat océanique altéré et le climat océanique altéré et est dans la région climatique  Lorraine, plateau de Langres, Morvan, caractérisée par un hiver rude (1,5 °C), des vents modérés et des brouillards fréquents en automne et hiver. 
Pour la période 1971-2000, la température annuelle moyenne est de 9,5 °C, avec une amplitude thermique annuelle de 15,8 °C. Le cumul annuel moyen de précipitations est de 969 mm, avec 13,7 jours de précipitations en janvier et 9,5 jours en juillet. Pour la période 1991-2020, la température moyenne annuelle observée sur la station météorologique de Météo-France la plus proche, « Villette », sur la commune de Villette à 16 km à vol d'oiseau, est de 10,1 °C et le cumul annuel moyen de précipitations est de 909,4 mm. 
La température maximale relevée sur cette station est de 39 °C, atteinte le 25 juillet 2019 ; la température minimale est de −14,8 °C, atteinte le 20 décembre 2009,,. 
Les paramètres climatiques de la commune ont été estimés pour le milieu du siècle (2041-2070) selon différents scénarios d'émission de gaz à effet de serre à partir des nouvelles projections climatiques de référence DRIAS-2020. Ils sont consultables sur un site dédié publié par Météo-France en novembre 2022.

## Urbanisme

### Typologie
Au 1er janvier 2024, Breux est catégorisée commune rurale à habitat dispersé, selon la nouvelle grille communale de densité à sept niveaux définie par l'Insee en 2022.
Elle est située hors unité urbaine et hors attraction des villes,.

### Occupation des sols
L'occupation des sols de la commune, telle qu'elle ressort de la base de données européenne d’occupation biophysique des sols Corine Land Cover (CLC), est marquée par l'importance des territoires agricoles (60,5 % en 2018), en diminution par rapport à 1990 (62,9 %). La répartition détaillée en 2018 est la suivante : 
forêts (36,4 %), terres arables (29,8 %), prairies (28,1 %), zones urbanisées (3 %), zones agricoles hétérogènes (2,6 %). L'évolution de l’occupation des sols de la commune et de ses infrastructures peut être observée sur les différentes représentations cartographiques du territoire : la carte de Cassini (XVIIIe siècle), la carte d'état-major (1820-1866) et les cartes ou photos aériennes de l'IGN pour la période actuelle (1950 à aujourd'hui).

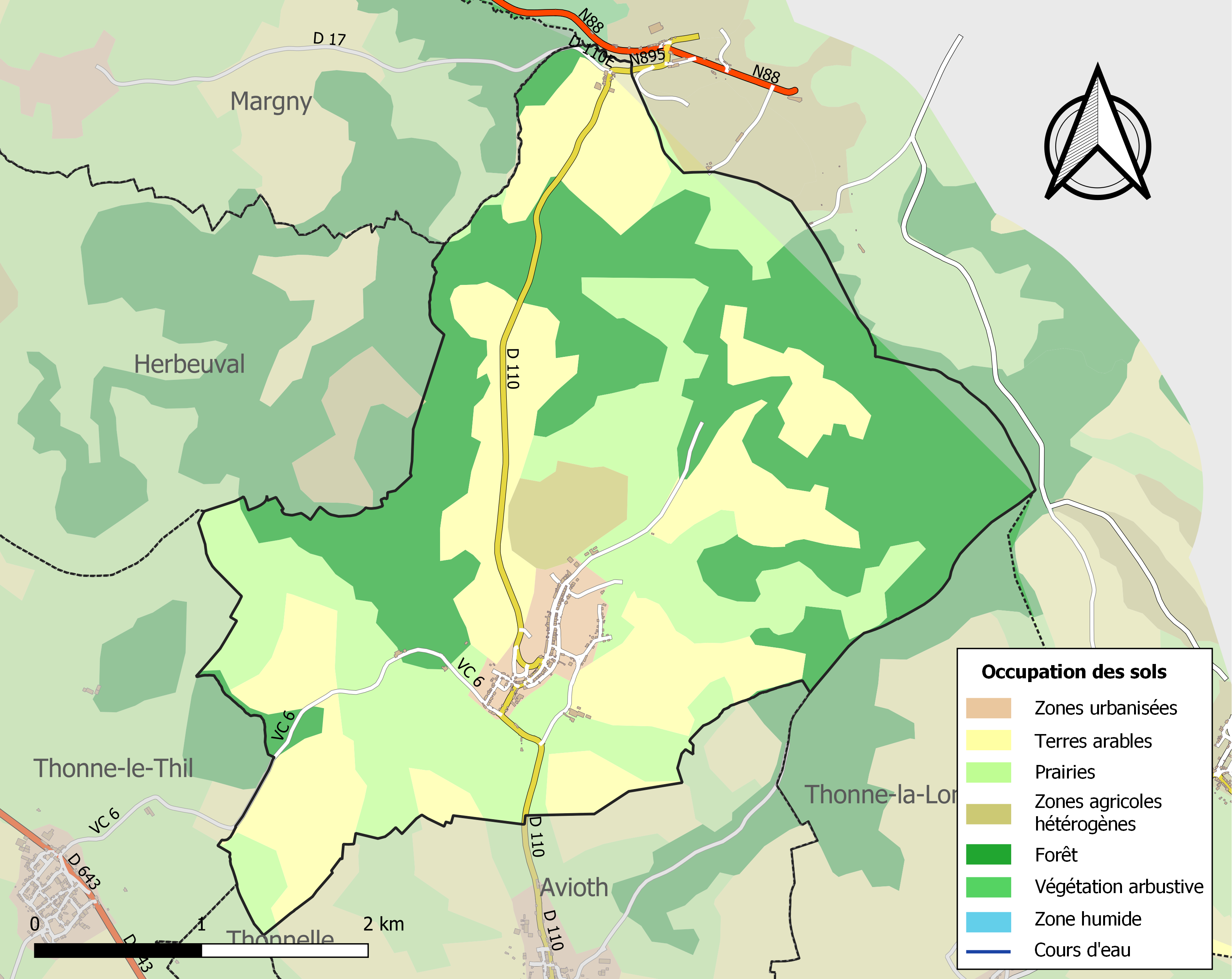
Carte des infrastructures et de l'occupation des sols de la commune en 2018 (CLC).

## Toponymie
Le nom de la localité est attesté sous les formes Breusium (1157) ; Breul (1700).

De l'oïl breu, variante attestée de oïl brueil, breuil « petit bois, bocage », peut-être primitivement un pluriel, un taillis ou les gibiers pouvaient se réfugier.

## Histoire
Avant 1790, Luxembourg français, coutume de Thionville, prévôté bailliagère de Montmédy, présidial de Sedan, cour supérieure des Grands jours de Marville jusqu'en 1364, puis cour souveraine du Grand conseil de Luxembourg jusqu'en 1699.
L'église Saint-Rémi a pour particularité d'avoir un dôme. L'abbé Denis qui a contribué à sa construction faisait partie de l'armée de Napoléon III durant la guerre de Crimée, entre 1853 et 1856. Il a été très inspiré de la culture orthodoxe.
La commune a acheté le bureau de douane sur son territoire, à la frontière avec la Belgique dans les années 2000. Il a été restauré. La municipalité possède la tenue d'un ancien douanier ainsi qu'un registre de douane.

## Politique et administration
| Période                                  | Période  | Identité                                    | Étiquette | Qualité            |
| ---------------------------------------- | -------- | ------------------------------------------- | --------- | ------------------ |
| Les données manquantes sont à compléter. |          |                                             |           |                    |
| 1989                                     | En cours | Guy Charlier Réélu pour le mandat 2020-2026 | SE        | Ancien agriculteur |

## Population et société

### Démographie
L'évolution du nombre d'habitants est connue à travers les recensements de la population effectués dans la commune depuis 1793. Pour les communes de moins de 10 000 habitants, une enquête de recensement portant sur toute la population est réalisée tous les cinq ans, les populations de référence des années intermédiaires étant quant à elles estimées par interpolation ou extrapolation. Pour la commune, le premier recensement exhaustif entrant dans le cadre du nouveau dispositif a été réalisé en 2008.

En 2022, la commune comptait 261 habitants, en évolution de +1,56 % par rapport à 2016 (Meuse : −4,4 %, France hors Mayotte : +2,11 %).
| 1793 | 1800 | 1806 | 1821 | 1831 | 1836 | 1841 | 1846 | 1851 |
| ---- | ---- | ---- | ---- | ---- | ---- | ---- | ---- | ---- |
| 512  | 531  | 535  | 625  | 672  | 678  | 691  | 730  | 828  |

| 1856 | 1861 | 1866 | 1872 | 1876 | 1881 | 1886 | 1891 | 1896 |
| ---- | ---- | ---- | ---- | ---- | ---- | ---- | ---- | ---- |
| 835  | 871  | 821  | 803  | 785  | 791  | 758  | 741  | 734  |

| 1901 | 1906 | 1911 | 1921 | 1926 | 1931 | 1936 | 1946 | 1954 |
| ---- | ---- | ---- | ---- | ---- | ---- | ---- | ---- | ---- |
| 705  | 664  | 578  | 445  | 420  | 413  | 402  | 292  | 311  |

| 1962 | 1968 | 1975 | 1982 | 1990 | 1999 | 2006 | 2008 | 2013 |
| ---- | ---- | ---- | ---- | ---- | ---- | ---- | ---- | ---- |
| 268  | 250  | 193  | 163  | 160  | 178  | 239  | 256  | 253  |

| 2018 | 2022 | - | - | - | - | - | - | - |
| ---- | ---- | - | - | - | - | - | - | - |
| 260  | 261  | - | - | - | - | - | - | - |

## Économie
La commune vit partiellement des emplois frontaliers. Une grande partie des habitants travaillent en Belgique ou au Luxembourg. Pour autant, une autre grande partie des habitants reste agricole. La commune n'a plus de boulangerie (fermée en 2015) mais possède encore un pub,  The Oak Inn, ouvert le week-end uniquement, qui propose régulièrement des concerts. Le pub a d'ailleurs son propre studio d'enregistrement.
Les autres entreprises locales comprennent une scierie mobile, un studio de tatouage, un maraîcher, deux artistes (sculpteurs), un jardinier, deux électriciens et plusieurs entreprises agricoles et forestières.

## Culture locale et patrimoine

### Lieux et monuments
- L'église Saint-Rémi date du XIXe siècle.
- Le monument aux morts de la Première Guerre mondiale.